# هسلی کنیان (کالیفرنیا)
هسلی کنیان (به انگلیسی: Hasley Canyon) یک منطقهٔ مسکونی در ایالات متحده آمریکا است که در شهرستان لس‌آنجلس، کالیفرنیا واقع شده‌است. هسلی کنیان ۱۴٫۸۶۹ کیلومتر مربع مساحت و ۱٬۱۳۷ نفر جمعیت دارد و ۵۳۷٫۹۸ متر بالاتر از سطح دریا واقع شده‌است.